# Anna Márton
Anna Márton (ur. 31 marca 1995 roku w Budapeszcie) – węgierska szablistka, dwukrotna medalistka mistrzostw świata.
W 2010 roku zdobyła brąz w indywidualnej rywalizacji kadetek na mistrzostwach świata juniorów w Baku. Na rozgrywanych rok później mistrzostwach świata juniorów w Jordanii była trzecia wśród juniorek. Następnie była druga wśród kadetek na mistrzostwach świata juniorów w Moskwie w 2012 roku. Ponadto zdobyła złoto indywidualnie na mistrzostwach świata juniorów w Płowdiwie w 2014 roku oraz brąz drużynowo na mistrzostwach świata juniorów w Taszkencie rok później.
Podczas mistrzostw świata w Moskwie w 2015 roku zdobyła brązowy medal w turnieju indywidualnym. Wyprzedziły ją jedynie Rosjanka Sofja Wielika i Francuzka Cécilia Berder. Na mistrzostwach świata w Mediolanie w 2023 roku Węgierki w składzie: Sugár Katinka Battai, Anna Márton, Liza Pusztai i Luca Szücs zdobyły złoto w zawodach drużynowych. Była też między innymi piąta drużynowo na mistrzostwach świata w Budapeszcie w 2019 roku.
Wystartowała na igrzyskach olimpijskich w Rio de Janeiro w 2016 roku, gdzie w rywalizacji indywidualnej była dziesiąta. Na rozgrywanych cztery lata później igrzyskach olimpijskich w Tokio w rywalizacji indywidualnej była czwarta. Walkę o brązowy medal przegrała z Francuzką Manon Brunet 6:15. Drużynowo zajęła tam ósme miejsce.
Na mistrzostwach Europy w Toruniu w 2016 roku zdobyła indywidualnie srebrny medal. Na mistrzostwach Europy w Düsseldorfie trzy lata później była druga drużynowo i trzecia indywidualnie.